# 金牛座81
金牛座81，又名BD+15 639，HD 28546、SAO 93978、HR 1428，是金牛座的一颗恒星，视星等为5.48，位于銀經180.82，銀緯-21.75，其B1900.0坐标为赤經4h 24m 56.5s，赤緯+15° -21.75′ 28″。